# Ludwig Landgrebe
Ludwig Landgrebe (* 9. März 1902 in Wien; † 14. August 1991 in Köln) war ein österreichischer Phänomenologe und Philosoph. Er war zuletzt ordentlicher Professor für Philosophie in Kiel und danach in Köln.

## Leben

### Kindheit
Ludwig Landgrebe wurde als Sohn des Kaufmanns Karl Ludwig Landgrebe (1871–1931) und dessen Ehefrau, der Kindergärtnerin Rosa Anna Landgrebe, geborene Tuma (1877–1903), in Wien geboren. Nachdem seine Mutter bereits ein Jahr nach seiner Geburt gestorben war, wurde er zunächst von seiner Großmutter Leopoldine Landgrebe und später von seinem Vater großgezogen, der nur unter großen finanziellen Mühen seinem Sohn das Studium ermöglichte.

### Studienjahre bis zur Habilitation
Er studierte in Wien zunächst Philosophie, Geschichte und Geographie. Zur Vertiefung seiner Kenntnisse wechselte er, angeregt durch Schriften Max Schelers, nach Freiburg im Breisgau. 1923 wurde er Assistent von Edmund Husserl. Nach der Promotion zum Dr. phil. im Jahr 1927 erfolgte die Habilitation 1935 an der Philosophischen Fakultät der Deutschen Universität in Prag bei Oskar Kraus und die Erteilung der Lehrerlaubnis. Dort begann er seine Lehrtätigkeit als Dozent.

### Ehe mit Ilse Maria Goldschmidt
Ludwig Landgrebe war evangelisch. Am 22. Juli 1933 heirateten er und Ilse Maria Goldschmidt (1906–1982), Tochter des Hamburger Oberlandesgerichtsrats Arthur Goldschmidt und Schwester des Schriftstellers Georges-Arthur Goldschmidt. Arthur Goldschmidt, dessen Familie jüdischer Herkunft war, war in jugendlichem Alter – wie schon seine Eltern – zum Protestantismus konvertiert. 1935 zog das Paar in den Prager Vorort Roztoky.

### Zeit des Nationalsozialismus und der Judenverfolgung
Mit dem Erlass der Nürnberger Gesetze, dem Einmarsch der deutschen Truppen und dem Untergang der Tschechoslowakei als Staat änderten sich schlagartig die Lebensbedingungen für die Familie. Landgrebe war ohne Einkommen; seine Frau war jüdischer Herkunft. Er nahm ein Angebot aus Löwen an, wohin der Franziskanerpater und Philosophieprofessor Herman Leo Van Breda Husserls Nachlass vor der Vernichtung durch die Nazis gerettet hatte. Landgrebe, der maßgeblich an dieser Verlagerung beteiligt gewesen war, arbeitete ab 1939 gemeinsam mit Husserls letztem Assistenten Eugen Fink in Löwen am dort eingerichteten Husserl-Archiv. Er emigrierte unter großen Schwierigkeiten mit seiner Familie nach Belgien. Nach dem Überfall der Deutschen auf Belgien und der Besetzung verhaftete und internierte ihn die belgische Polizei. Währenddessen brachte seine Frau den Sohn Winfried zur Welt. Der Familie, die nicht nur durch Plünderung ihren Haushalt verloren und kein Einkommen hatte, blieb keine andere Wahl, als nach Deutschland zurückzukehren.

### Rückkehr nach Deutschland
Die junge Familie kehrte am 10. Oktober 1940 nach Reinbek zurück und zog bei den Eltern Goldschmidt ein. Da ihn der NS-Dozentenbund wegen seiner jüdischen Ehefrau ablehnte und sich auch andere Hoffnungen zur Rückkehr an die Universität zerschlugen, nahm er ein Angebot des mit Arthur Goldschmidt befreundeten Nachbarn Carl Dobbertins an, in dessen Firma in Hamburg als kaufmännischer Angestellter zu arbeiten.

### Nach 1945

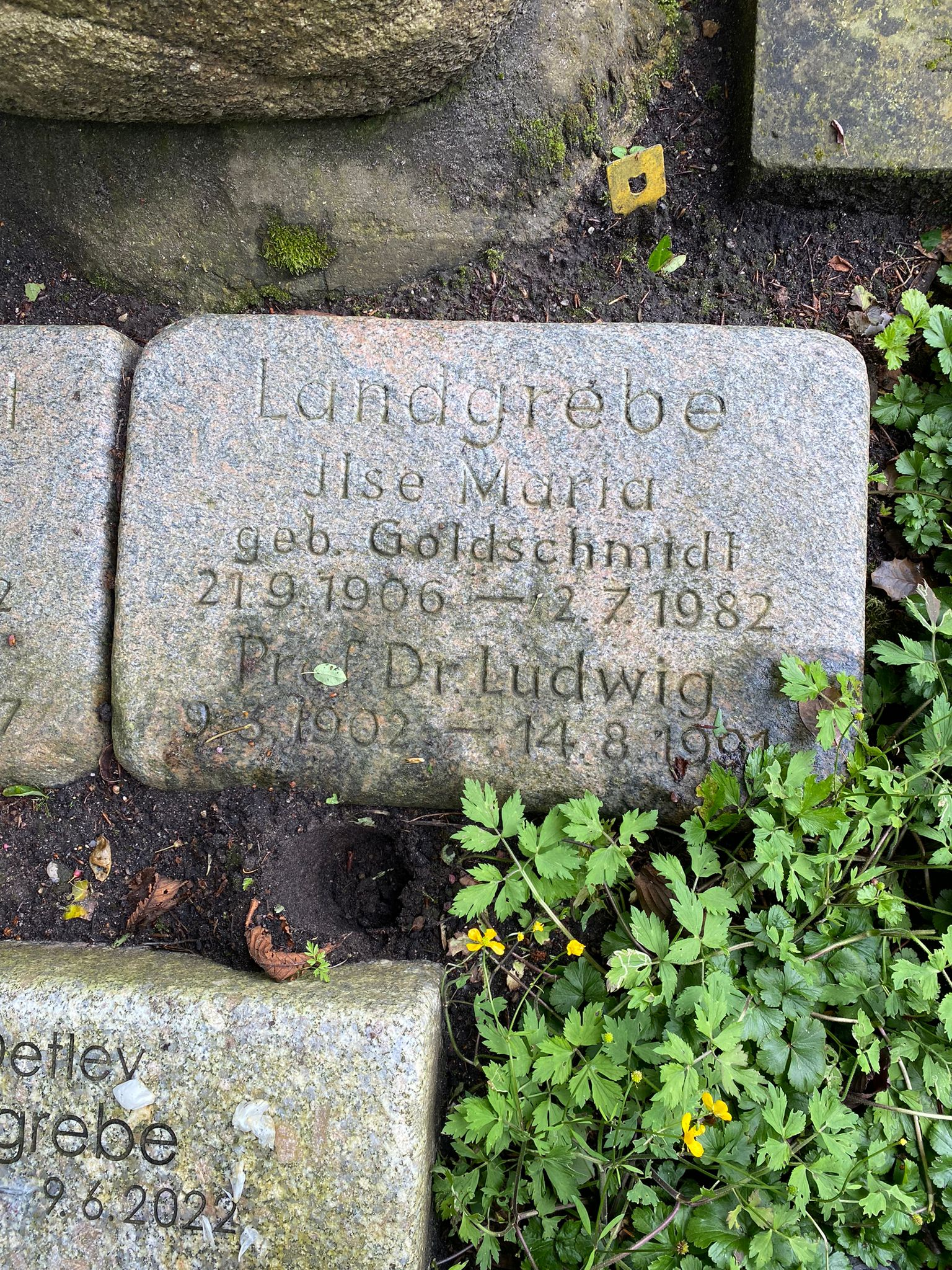
Kissenstein auf dem Friedhof Reinbek

Im Jahr 1945 erreichte Landgrebe eine Umhabilitierung nach Hamburg, wurde dort 1946 außerplanmäßiger Professor. 1947 wurde er Ordinarius in Kiel, wo Hans Blumenberg und Kurt Hübner zu seinen Schülern gehörten. 1954 übernahm er einen Lehrstuhl an der Universität zu Köln, um dort das Husserl-Archiv der Universität zu leiten. Der Sozialphilosoph Günter Rohrmoser habilitierte sich bei ihm mit einer Arbeit über den jungen Hegel und verfasste das Vorwort zu der Aufsatzsammlung Der Weg der Phänomenologie (1963). In den 1980er Jahren lebte er in Bergisch Gladbach.
Er war Mitglied des Institut International de Philosophie in Paris und der Rheinisch-Westfälischen Akademie der Wissenschaften.
Landgrebe gilt als einer der engsten Schüler Husserls, der aber auch eigenständige Schwerpunkte im Bereich Geschichte, Religion und Politik entwickelte. Hier findet sich eine Nähe zur Existenzphilosophie und zur Metaphysik. Landgrebe war Ehrendoktor der Philosophie (Dr. phil. h. c.) und der Rechtswissenschaften (LLD h. c.)
Ludwig Landgrebe und seine Ehefrau hatten vier Kinder, von denen der zweitälteste Sohn Hans-Detlev Landgrebe (geboren 1935) Erinnerungen an die weit verzweigten Familien seines Vaters und seiner Mutter festgehalten hat. Er ruht in der Familiengrabstätte auf dem Friedhof Reinbek.

## Veröffentlichungen (Auswahl)
- Wilhelm Diltheys Theorie der Geisteswissenschaften. Halle 1928 (Dissertation 1927).
- Nennfunktion und Wortbedeutung. Eine Studie über Martys Sprachphilosophie. Halle 1935 (Habilitationsschrift 1934).
- Was bedeutet uns heute Philosophie? Hamburg 1948; 2. Auflage 1954.
- Phänomenologie und Metaphysik. Hamburg 1948. (Aufsatzsammlung)
- Philosophie der Gegenwart. Bonn 1952; 2. Auflage: Ullstein-Taschenbuch, Frankfurt am Main 1957.
- Der Weg der Phänomenologie. Gütersloh 1963; 4. Auflage 1974; Taschenbuchausgabe 1978.
- als Hrsg.: E. Husserl: Erfahrung und Urteil. 4. Auflage 1974.
- als Hrsg.: Beispiele – Festschrift für E. Fink. 1965.
- Phänomenologie und Geschichte. Gütersloh 1968.
- als Hrsg.: Bericht über den 9. Deutschen Kongreß für Philosophie. Düsseldorf 1969.
- Über einige Grundfragen der Philosophie der Politik. Köln/Opladen 1969.
- Der Streit um die philosophischen Grundlagen der Gesellschaftstheorie. 1974.
- Phänomenologische Analyse und Dialektik. 1980.
- Faktizität und Individuation. Studien zu den Grundfragen der Phänomenologie. Hamburg 1982 (Bibliographie: S. 157–162), Verlag Meiner, F, ISBN 978-3-7873-0538-4.
- Vom Sinn der transzendentalphänomenologischen Reflexion (= Philosophische Selbstbetrachtungen. Band 10). Bern 1983.
- Der Begriff des Erlebens. Ein Beitrag zur Kritik unseres Selbstverständnisses und zum Problem der seelischen Ganzheit [verfasst 1929–1932]. Hrsg. von Karel Novotny (= Orbis Phaenomenologicus – Quellen. Neue Folge, Band 2). Verlag Königshausen & Neumann, Würzburg 2010, ISBN 978-3-8260-3890-7.